# Li Zhesi
Li Zhesi (Shenyang (Liaoning), 7 augustus 1993) is een Chinese zwemster. Ze vertegenwoordigde haar vaderland op de Olympische Zomerspelen 2008 in Peking, China.

## Carrière
Bij haar internationale debuut, op de Olympische Zomerspelen van 2008 in Peking, werd Li uitgeschakeld in de halve finales van de 50 meter vrije slag. 
Tijdens de wereldkampioenschappen zwemmen 2009 in Rome strandde de Chinese in de halve finales van de 100 meter vrije slag. Samen met Zhao Jing, Chen Huijia en Jiao Liuyang veroverde ze, met een wereldrecord, de wereldtitel op de 4x100 meter wisselslag, op de 4x100 meter vrije slag eindigde ze samen met Zhu Qianwei, Tang Yi en Pang Jiaying op de zesde plaats.
In Kanton nam ze deel aan de Aziatische Spelen 2010. Op dit toernooi behaalde ze de gouden medaille op de 50 meter vrije slag en de zilveren medaille op de 100 meter vrije slag, op de 4x100 meter vrije slag zwom ze samen met Wang Shijia, Zhu Qianwei en Tang Yi naar de gouden medaille. Op de wereldkampioenschappen kortebaanzwemmen 2010 in Dubai eindigde Li als zesde op de 50 meter vrije slag en werd ze uitgeschakeld in de halve finales van de 100 meter vrije slag, samen met Tang Yi, Zhu Qianwei en Pang Jiaying sleepte ze de bronzen medaille in de wacht op de 4x100 meter vrije slag. Op de 4x100 meter wisselslag zwom ze samen met Gao Chang, Zhao Jing en Guo Fan in de series, in de finale legde Zhao Jing samen met Zhao Jin, Liu Zige en Tang Yi beslag op de wereldtitel. Voor haar aandeel in de series ontving Li eveneens de gouden medaille.
Tijdens de wereldkampioenschappen zwemmen 2011 in Shanghai eindigde de Chinese samen met Wang Shijia, Pang Jiaying en Tang Yi als vierde op de 4x100 meter vrije slag. Op de 4x100 meter wisselslag zwom ze samen met Gao Chang, Sun Ye en Jiao Liuyang in de series, in de finale sleepten Zhao Jing, Ji Liping, Lu Ying en Tang Yi de zilveren medaille in de wacht. Voor haar inspanningen in de series werd ze beloond met de zilveren medaille.

## Internationale toernooien
| Jaar | Olympische Spelen  | WK langebaan                                                       | WK kortebaan                                                                                              | PanPacs       | Aziatische Spelen                                    |
| ---- | ------------------ | ------------------------------------------------------------------ | --- | ------------- | ---------------------------------------------------- |
| 2008 | 13e 50m vrije slag |                                                                    | geen deelname                                                                                             |               |                                                      |
| 2009 |                    | 13e 100m vrije slag · 6e 4x100m vrije slag · 4x100m wisselslag     | |               |                                                      |
| 2010 |                    |                                                                    | 6e 50m vrije slag · 10e 100m vrije slag · 4x100m vrije slag · 4x100m wisselslag · Li zwom enkel de series | geen deelname | 50m vrije slag · 100m vrije slag · 4x100m vrije slag |
| 2011 |                    | 4e 4x100m vrije slag · 4x100m wisselslag · Li zwom enkel de series | |               |                                                      |

## Persoonlijke records
Bijgewerkt tot en met 18 december 2010

### Kortebaan
| Afstand         | Tijd  | Datum            | Plaats |
| --------------- | ----- | ---------------- | ------ |
| 50m vrije slag  | 24,09 | 18 december 2010 | Dubai  |
| 100m vrije slag | 53,30 | 16 december 2010 | Dubai  |

### Langebaan
| Afstand         | Tijd  | Datum            | Plaats |
| --------------- | ----- | ---------------- | ------ |
| 50m vrije slag  | 24,90 | 16 augustus 2008 | Peking |
| 100m vrije slag | 53,97 | 30 juli 2009     | Rome   |